# Irapé
Irapé é um distrito do município brasileiro de Chavantes, no interior do estado de São Paulo.

## História

### Origem
A história de Irapé começa no ano de 1887 quando chegou no local, juntamente com sua família, o pioneiro João Ignácio da Costa Bezerra. Este pioneiro, atraído por esta terra fértil, pelo seu excelente clima e pela beleza do Vale do Paranapanema, resolveu aqui se instalar às margens do riacho da Cachoeira, e principiou ali a abertura de uma clareira que daria origem ao primeiro núcleo de moradias.
Nessa época tudo na região era sertão bruto, e nem mesmo as hostilidades deste sertão impediram o progresso da localidade, cujo grupo de pessoas era formado pelo destemido João Ignácio da Costa Bezerra e sua família, aliado ao seu companheiro também recém-chegado João Francisco Machado, e mais algumas famílias.
Pensaram logo em fundar ali um patrimônio, e para isso recorrendo às pessoas que faziam parte da comunidade começou a angariar alguns alqueires de terras para este fim. Destacou-se nestas doações o Sr. Joaquim Custódio de Souza e sua família.
Foram assim angariados 19 alqueires de terra, e ficou designado o dia 07 de outubro de 1900 para ter lugar a anunciação do novo patrimônio com o nome de Santana da Cachoeira, que deu origem ao distrito de Irapé.
Irapé atingiria o seu auge econômico, político e cultural entre os anos de 1909 e 1925. Assim foi palco de importantes acontecimentos, pois era o centro de decisões regionais, que influíam nos negócios. Tamanha era a importância deste distrito que muitas obras de vulto foram construídas no local, entre elas a Igreja Matriz, o Teatro São José e a Ponte Pênsil.
Na época, existiam muitas atividades no Distrito de Irapé, e uma intensa vida política, social, econômica e cultural dominava este local.
Por possuir a ponte pênsil sobre o Rio Paranapanema ligando os estados de São Paulo e Paraná, foi um ponto estratégico na Revolta Paulista de 1924 e na Revolução de 1930. A partir daí, perderia importância e cederia a sua hegemonia ao então recém criado Município de Chavantes.

### Fatos históricos
- Em 1915 foi iniciada a construção da igreja, sendo inaugurada em 25/08/1918[4].
- Em 1921 é construído o Teatro São José, sendo o 1º a ser construído no Oeste Paulista.

### Toponímia
"Irapé" é derivado do tupi antigo eîrarapé, que significa "caminho das iraras" (eîrara, "irara" + pé, "caminho").

### Formação administrativa
- Distrito policial de Santana da Cachoeira criado em 1907[6].
- Distrito criado pela Lei nº 1.172 de 22/10/1909, com a denominação de Irapé, no município de Santa Cruz do Rio Pardo[7][8].
- Pela Lei nº 1.294 de 27/12/1911 perdeu parte de seu território para formação do município de Salto Grande[9].
- A Lei nº 1.554 de 08/10/1917 transfere a sede do distrito para Chavantes[10][11].
- Distrito novamente criado pelo Decreto nº 7.064 de 06/04/1935, no município de Chavantes[12].

## Geografia

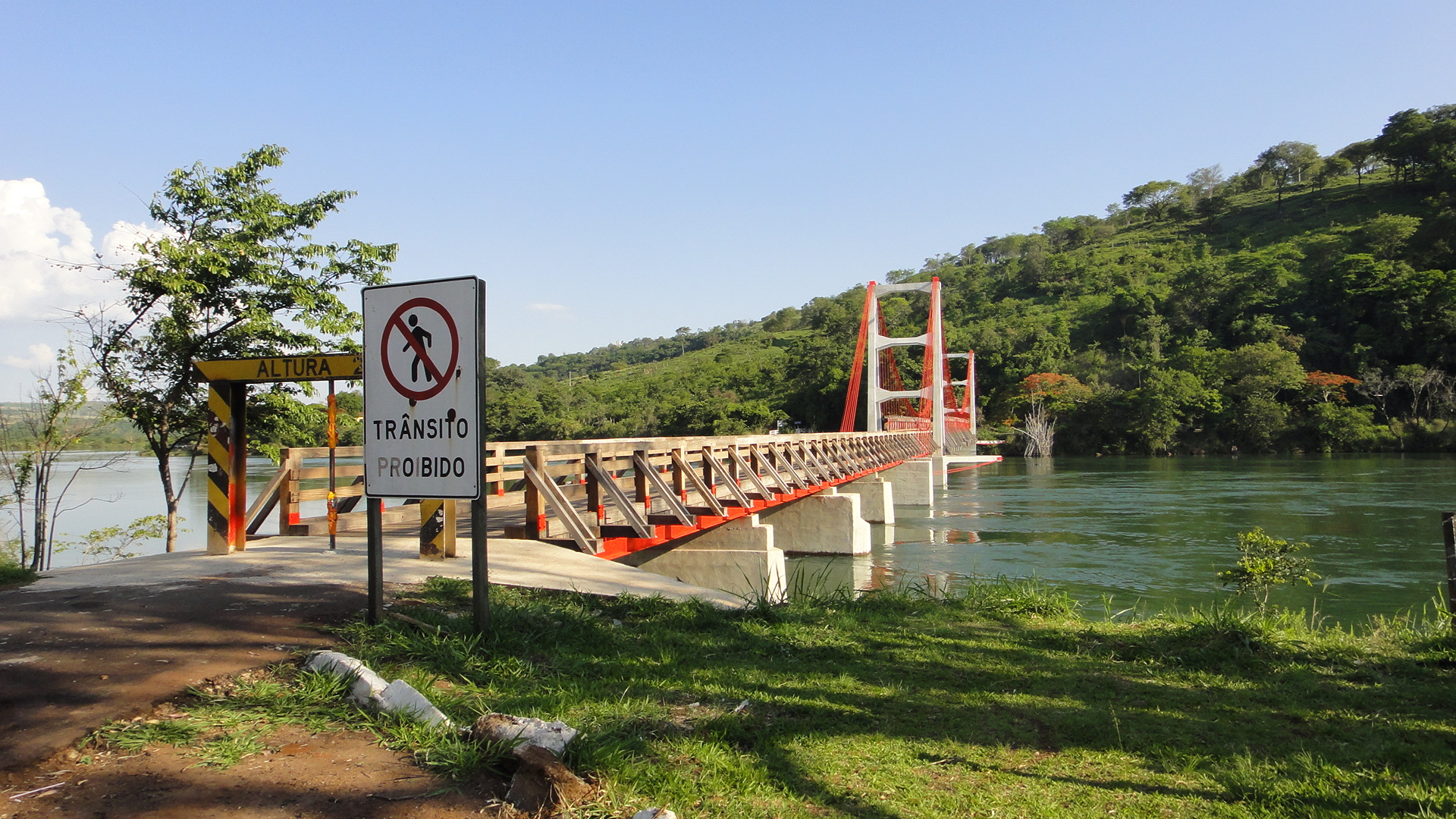
Ponte Pênsil sobre o Rio Paranapanema.

### Demografia

#### População urbana
| Crescimento população urbana | Crescimento população urbana | Crescimento população urbana | Crescimento população urbana |
| Censo                        | Pop.                         |                              | %±                           |
| ---------------------------- | ---------------------------- | ---------------------------- | ---------------------------- |
| 1940                         | 687                          |                              | —                            |
| 1950                         | 581                          |                              | −15,4%                       |
| 1960                         | 845                          |                              | 45,4%                        |
| 1970                         | 1 625                        |                              | 92,3%                        |
| 1980                         | 1 642                        |                              | 1,0%                         |
| 1991                         | 1 573                        |                              | −4,2%                        |
| 2000                         | 1 815                        |                              | 15,4%                        |
| 2010                         | 1 908                        |                              | 5,1%                         |
| Fonte: IBGE e Fundação SEADE |                              |                              |                              |

#### População total
Pelo Censo 2010 (IBGE) a população total do distrito era de 2 165 habitantes.

### Área territorial
A área territorial do distrito é de 60,791 km².

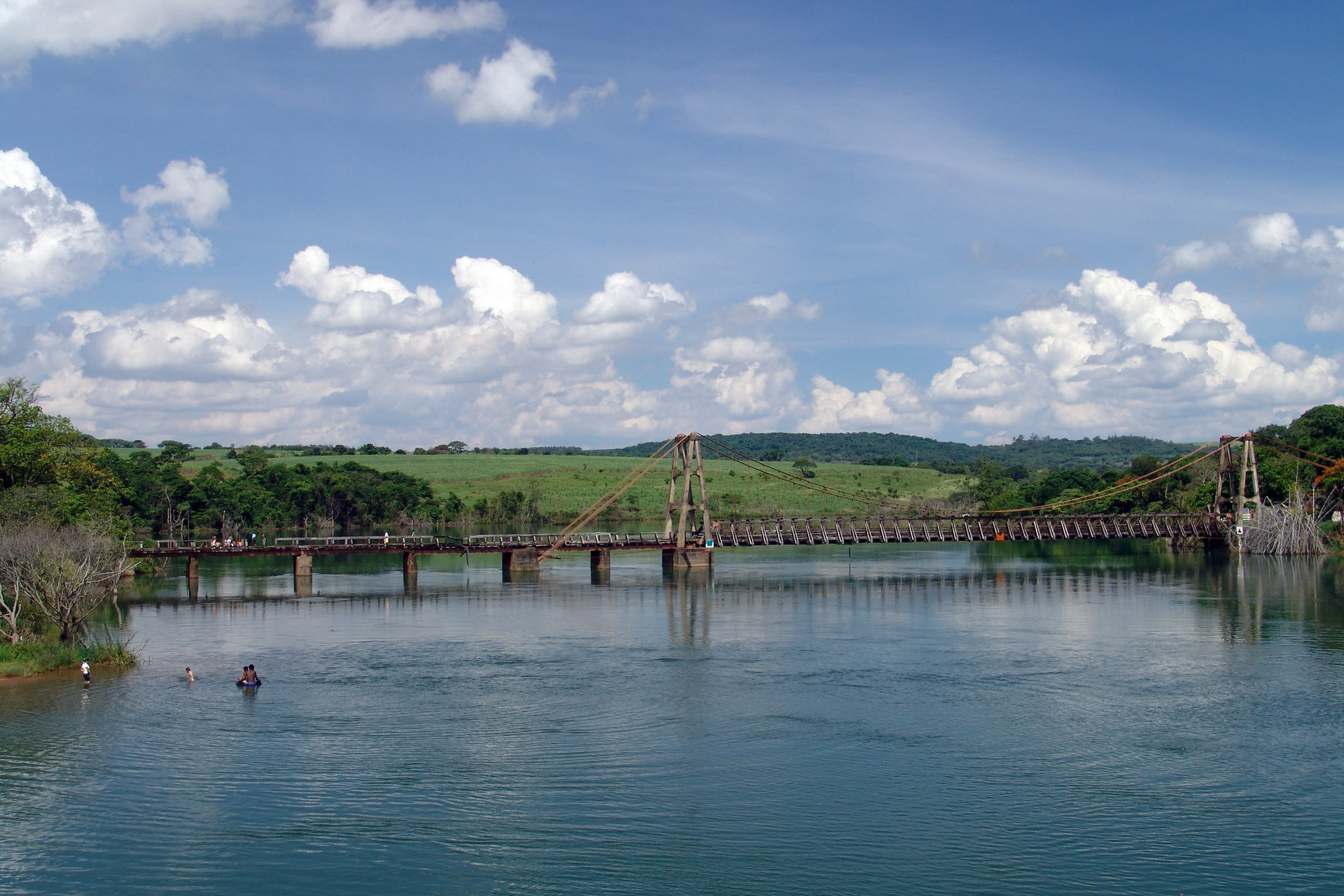
Rio Paranapanema em Irapé.

### Bairros
- Irapé (sede)
- Conj. Res. Prefeito Sami Cury

### Rodovias
O principal acesso ao distrito é a Rodovia Fausi Mansur (SP-276).

### Hidrografia
- Rio Paranapanema

## Serviços públicos

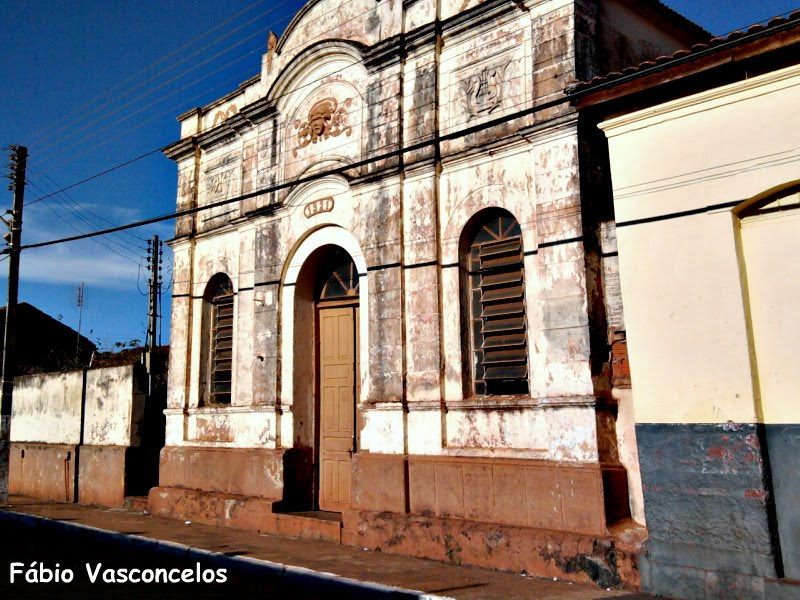
Antigo Teatro São José.

### Administração
- Subprefeitura de Irapé.

### Registro civil
Atualmente é feito no próprio distrito, pois o Cartório de Registro Civil das Pessoas Naturais ainda continua ativo.

### Saneamento
O serviço de abastecimento de água é feito pela Superintendência de Água e Esgoto Chavantes (SAEC).

### Energia
A responsável pelo abastecimento de energia elétrica é a CPFL Santa Cruz, distribuidora do grupo CPFL Energia.

### Telecomunicações
O distrito era atendido pela Telecomunicações de São Paulo (TELESP) através da central telefônica de Chavantes. Em 1998 esta empresa foi vendida para a Telefônica, que em 2012 adotou a marca Vivo para suas operações.

## Religião
O Cristianismo se faz presente no distrito da seguinte forma:

### Igreja Católica
- A igreja faz parte da Diocese de Ourinhos[23].

### Igrejas Evangélicas
- Assembleia de Deus - O distrito possui uma congregação da Assembleia de Deus Ministério do Belém, vinculada ao Campo de Ipaussu. Por essa igreja, através de um início simples, mas sob a benção de Deus, a mensagem pentecostal chegou ao Brasil. Esta mensagem originada nos céus alcançou milhares de pessoas em todo o país, fazendo da Assembleia de Deus a maior igreja evangélica do Brasil[24].
- Congregação Cristã no Brasil[25].